# Gris (zodiak)
Gris (豬), även översatt med vildsvin, är det tolfte och sista djuret av de tolv zodiakdjuren inom kinesisk astrologi.  De tolv djuren omfattar varsitt år, när tolv år har gått börjar cykeln om.

## Åren och respektive element
Personer som föds mellan nedanstående datum är födda i grisens år. Beroende på vilket år det är kopplas personen till ett av de fem elementen enligt nedan:
- 3 februari 1899 - 31 januari 1900: Jord
- 30 januari 1911 - 17 februari 1912: Metall
- 16 februari 1923 - 4 februari 1924: Vatten
- 4 februari 1935 - 23 januari 1936: Trä
- 22 januari 1947 - 9 februari 1948: Eld
- 8 februari 1959 - 28 januari 1960: Jord
- 27 januari 1971 - 14 februari 1972: Metall
- 13 februari 1983 - 1 februari 1984: Vatten
- 31 januari 1995 - 18 februari 1996: Trä
- 16 februari 2007 - 6 februari 2008: Eld
- 5 februari 2019 - 24 januari 2020: Jord
- 2031 - 2032: Metall
- 2043 - 2044: Vatten
- 2055 - 2056: Trä

## Grisens egenskaper
| Egenskap            |                                                        |
| ------------------- | ------------------------------------------------------ |
| Zodiakläge          | 12:e                                                   |
| Tid                 | 21:00-23:00                                            |
| Väderstreck         | Nord-nordväst                                          |
| Motto               | "Jag bevarar"                                          |
| Årstid och månad    | Höst och november                                      |
| Ädelsten            | Rubin                                                  |
| Färg                | Svart och Purpur                                       |
| Polaritet           | Yin                                                    |
| Mat                 |                                                        |
| Positiva egenskaper | Moraliska, disciplinerade, intelligenta och osjälviska |
| Negativa egenskaper | Lättstötta, långsinta och temperamentsfulla            |
| Länder              | , och                                                  |